# Inns of Court

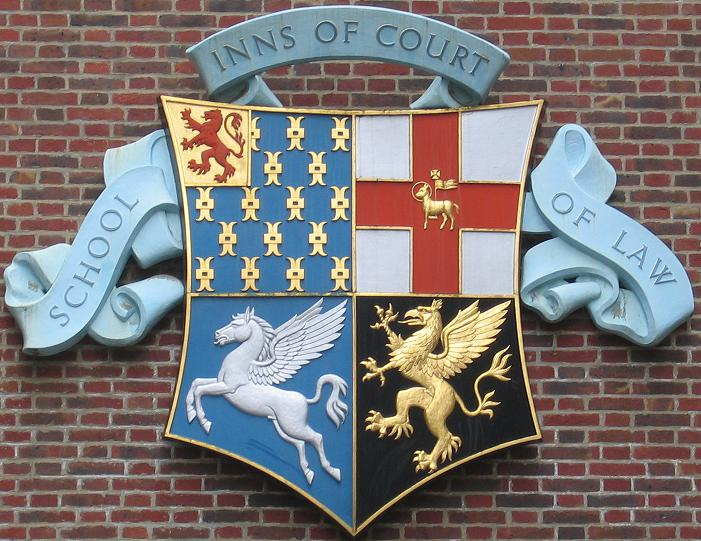
Gecombineerde wapens van de vier Inns of Court. Met de klok mee vanaf linksboven: Lincoln's Inn, Middle Temple, Gray's Inn, Inner Temple.

De Inns of Court (letterlijk: "Hofherbergen") zijn beroepsverenigingen in Londen voor de barristers van Engeland en Wales. Het zijn er vier: Gray's Inn, Lincoln's Inn, Inner Temple en Middle Temple.
De toegang tot de balie wordt gecontroleerd door de Inns of Court: alle barristers (advocaten-pleiters) moeten tot een van de Inns behoren. Deze corporatieve instellingen bieden bibliotheken, professionele accommodatie en eetgelegenheid, maar zien ook toe op de tucht onder hun leden. Elke Inn vormt een besloten complex met een kerk of kapel. Hun geschiedenis reikt terug tot in de veertiende eeuw. Veel barrister's chambers zijn aan het einde van de 20e eeuw ingeruild voor modernere en goedkopere kantoren, en ook in de opleiding van barristers zijn de Inns of Court niet meer maatgevend. Voorheen waren ze drie eeuwen lang het centrum  van de rechtenstudies in Engeland en werden ze de "derde universiteit" genoemd.

## Geschiedenis
De oorsprong van de Inns of Court is enigszins vaag omdat ze niet kunnen bogen op stichters of koninklijke charters. Ze ontwikkelden zich geleidelijk in de 14e eeuw, wellicht in de jaren 1340. Toen verschenen collecties van pleitoefeningen (moots) die in latere eeuwen terug bleven komen, wat erop wijst dat de oefeningen gemeenschappelijk zijn geweest aan alle Inns of Court. In 1339 keerde het koninklijk hof ook terug naar Westminster en hervatten de hoge rechtbanken hun zittingen in Westminster Hall. Dit kan het moment zijn geweest waarop de juristen, die kamers huurden in de omgeving, zich communaal organiseerden en een geleerd genootschap vormden dat onder meer voorzag in een permanent onderkomen en in een rechtenopleiding.
De Inns of Court functioneerden autonoom maar als een geheel, zoals de universiteiten samengesteld uit colleges. Drie ervan werden in 1388 voor het eerst vermeld. Tegen het midden van de vijftiende eeuw groeide intern een systeem waarbij men door pleitoefeningen (mooting) de graad van barrister kon behalen, en door het geven van lezingen (readings) de graad van bencher. De benchers zetelden tijdens de pleitoefeningen als rechters. Deze graden kregen gevolgen in de buitenwereld toen ze als kwalificaties gingen gelden. Zo kon men zonder lidmaatschap van een inn geen common law beoefenen. Ondertussen zorgden de Inns of Court doorheen hun activiteiten voor een gestage systematisering van die common law.
Door de opkomst van het gerechtelijke positivisme in de 16e eeuw raakte het model van readings en moots langzaam in verval. De Engelse Burgeroorlog veroorzaakte in 1642 een crisis die de Inns of Court gedurende enkele jaren bijna helemaal leeg deed lopen. Na de terugkeer van de juristen werden de traditionele praktijken ervaren als ouderwetse rituelen. Het academische niveau van voorheen werd nooit meer gehaald. De inns bleven wel functioneren als fellowships waar onderling gesocialiseerd werd én als toegangspoort tot het barristerschap. Het aannemen en uitzetten van leden was daarom een gewichtige beslissing. In 1872 werd de toegang geformaliseerd door het instellen van balie-examens. Eerder al was de balie-opleiding toevertrouwd aan de Inns of Court School of Law, opgericht in 1852. Tot 1997 had deze instelling een monopolie. In 2001 werd ze deel van de City University London en in 2008 verdween ook de merknaam om te worden vervangen door City Law School. 

## Renaissancetheater
De Inns of Court speelden een belangrijke rol in de geschiedenis van het Engelse renaissancetheater. Cultuur en ontspanning waren integraal onderdeel van het programma, en niet-juristen werden soms toegelaten puur om hun literaire inbreng. Bekende auteurs die in de Inns of Court verbleven, waren onder meer George Gascoigne (ca. 1535-1577), Philip Sidney (1554-1586), Thomas Lodge (ca. 1558-1625), Abraham Fraunce (ca. 1559 - ca. 1593), Francis Bacon (1561-1626), Thomas Campion (1567-1620), John Donne (1572-1631), John Marston (1576-1634) en Francis Beaumont (1584-1616).   

## Lidmaatschap en bestuur
Elk van de vier Inns of Court heeft drie gewone lidmaatschapsgraden: studenten, barristers en benchers. De benchers vormen het bestuursorgaan voor elke herberg en benoemen nieuwe bestuursleden uit de bestaande barristers. 
De senior bencher van elke inn is de penningmeester, een functie die slechts één jaar wordt vervuld. Elke inn heeft meestal ook minstens één koninklijke bencher. Ze kunnen ook erebenchers aanstellen, afkomstig uit de academische, politieke of juridische wereld.
De Inns of Court bieden niet langer alle opleiding en training die nodig is om de Bar Professional Training Course te volbrengen. Alle studenten die barrister willen worden, moeten wel nog lid zijn van een van de vier Inns, die ook het alleenrecht behouden om studenten naar de balie te roepen (tijdens een ceremonie op 'Call Day').  

## Locatie en indeling
De vier Inns of Court bevinden zich dicht bij elkaar in het centrum van Londen bij de westelijke grens van de City of London. Sinds 1882 zijn de Royal Courts of Justice van Westminster Hall naar deze buurt verplaatst.
Middle Temple en Inner Temple zijn vrijheden van de City of London, wat betekent dat ze binnen haar territorium vallen maar niet onder haar jurisdictie. Ze opereren als zelfstandige lokale autoriteiten. Deze twee inns zijn aanpalend.
Gray's Inn en Lincoln's Inn bevinden zich in de London Borough of Camden nabij de grens met de City of London. Ze hebben niet de status van lokale autoriteit.
Elke herberg is een complex van meerdere hectare met een grote zaal, een kapel, bibliotheken, kamers voor vele honderden advocaten en tuinen. Het uitzicht is vergelijkbaar met een Oxbridge-college. 

## Voetnoten
1. ↑  Officiële benamingen: The Honourable Society of Lincoln's Inn, The Honourable Society of the Inner Temple, The Honourable Society of the Middle Temple, The Honourable Society of Gray's Inn.
2. 1 2  John Baker, "The Third University of England" in: Collected Papers on English Legal History, vol. I, 2013, p. 147. DOI:10.1017/CBO9781316090930.008
3. ↑  John Baker, "The Third University of England" in: Collected Papers on English Legal History, vol. I, 2013, p. 153. DOI:10.1017/CBO9781316090930.008
4. ↑  John Baker, "The Third University of England" in: Collected Papers on English Legal History, vol. I, 2013, p. 154. DOI:10.1017/CBO9781316090930.008
5. ↑  John Baker, "The Third University of England" in: Collected Papers on English Legal History, vol. I, 2013, p. 162. DOI:10.1017/CBO9781316090930.008
6. 1 2  John Baker, "The Inns of Court and Chancery as Voluntary Associations" in: Collected Papers on English Legal History, vol. I, 2013, p. 230. DOI:10.1017/CBO9781316090930.014
7. ↑  John Baker, "The Third University of England" in: Collected Papers on English Legal History, vol. I, 2013, p. 165. DOI:10.1017/CBO9781316090930.008
8. ↑  John Baker, "The Third University of England" in: Collected Papers on English Legal History, vol. I, 2013, p. 166. DOI:10.1017/CBO9781316090930.008